# Le Keréden
Le Keréden, appelé Institut de Locarn jusqu'en 2020, est un club de réflexion et un lobby regroupant des chefs d'entreprises et décideurs bretons : élus, syndicats, associations…

## Historique
L'« Institut de Locarn, Cultures et Stratégies internationales » est fondé à Locarn dans les Côtes-d'Armor en 1991 par Jean-Pierre Le Roch, fondateur du groupe de distribution les Mousquetaires et Joseph Le Bihan, professeur honoraire de géostratégie à l'école HEC. Leur visée initiale est de créer un think tank patronal libérale présenté comme « le Davos breton » libérale (un nouveau CELIB qui veut « œuvrer pour le développement économique et culturel de la Bretagne »), et un institut de stratégie internationale. Les locaux sont inaugurés en 1994.
En 2019 une nouvelle équipe présidée par Gilbert Jaffrelot décide un changement de stratégie ; les locaux vieillissants de la partie hôtelière ("Breiz Ecolodge Hôtel Le Keredern") sont rénovés entre 2020 et 2022. L'institut cherche désormais à faire oublier son image élitiste tout en restant au service du Centre Bretagne.
En décembre 2020, l'Institut de Locarn change de nom pour devenir Le Keréden.

## Activités
L'activité de l'institut de Locarn, puis du Keréden, s'inscrit dans une démarche de lobbying,,.

### L'association Produit en Bretagne
L'association Produit en Bretagne a été déclarée en préfecture le 9 février 1995, avec pour siège l'Institut de Locarn (Cultures et stratégies internationales).

### Diaspora économique bretonne (DEB)
L'institut de Locarn est à l'origine du projet « Diaspora économique bretonne ». Ce projet vise à fédérer les Bretons du monde entier pour qu'ils participent activement à l'essor économique de la région[réf. souhaitée]. 

### Formation
La DEB a mis en place le parcours Guillaume Lejean, une formation à la culture économique et internationale pour une quinzaine d'étudiants et jeunes diplômés organisée chaque année. Les formations dispensées par l'institut sont financées par Pôle emploi et le conseil régional. Les exercices d'intégration comportent des marches de nuit encadrées par d'anciens légionnaires.
L'université d'été est organisée depuis 2008.

## Membres
- Entreprises : CGPME de Bretagne, CCI des Côtes-d'Armor, Triskalia, EDF, France Télécom, Glon Sanders, SA Henaff, Legris Industries, STEF Vannes, SILL...

## Controverses

### Opus Dei
À ses débuts, l'initiative est critiquée, et l'institut "accusé" d'ultralibéralisme. Son emplacement (Locarn est une ville relativement isolée de 500 habitants) fait croître la rumeur que l'institut est une loge de l'Opus Dei, à tel point qu'en 1999 l'institut renouvelle sa direction pour rafraîchir son image. La rumeur est également alimentée par la création en juin 1993 de l'Association Coudenhove-Kalergi-Aristide-Briand domiciliée à l'institut. Richard Coudenhove-Kalergi, père fondateur des préceptes paneuropéens, défend l'idée d'une Europe gouvernée par la conception chrétienne des droits de l'homme. L'archiduc Otto de Habsbourg-Lorraine, connu pour ses liens avec l'Opus Dei, participe à l'inauguration de l'Institut de Locarn en 1994.